# Dusona aversa
Dusona aversa là một loài tò vò trong họ Ichneumonidae.